# Персон, Чак
Чак Коннорс Персон (англ. Chuck Connors Person; род. 27 июня 1964 года) — американский профессиональный баскетболист и тренер, в последнее время работавший помощником главного тренера в студенческой команде «Оберн Тайгерс». Его 17-летняя тренерская карьера закончилась, когда Персон оказался замешанным в скандале с набором игроков в колледж и признал себя виновным в обвинении во взяточничестве.
Персон играл в баскетбол в Обернском университете и был выбран под общим 4-м номером клубом «Индиана Пэйсерс» на драфте НБА 1986 года, за которую он играл шесть сезонов. Он также играл за «Миннесота Тимбервулвз», «Сан-Антонио Сперс», «Шарлотт Хорнетс» и «Сиэтл Суперсоникс».
Старший брат бывшего игрока НБА Уэсли Персона.

## Средняя школа и университет
Персон родился в Брэнтли, штат Алабама, и был назван в честь игрока НБА и актера Чака Коннорса. Он учился в средней школе Брэнтли и играл в баскетбол в Обернском университете. Он был самым результативным бомбардиром в истории баскетбола Оберн Тайгерс. Персон помог команде принять участие в первых трех турнирах NCAA (1984—1986). Он также помог Оберн Тайгерс выиграть турнир SEC 1985 года, за что был назван MVP турнира, поскольку «Оберн» стал первой школой лиги, выигравшей четыре игры турнира за четыре дня.
Персон, который играл вместе с другими великими игроками Обернского университета Чарльзом Баркли и Крисом Моррисом, является лидером по количеству набранных очков за всю историю Обернского университета: он набрал 2311 очков в 126 играх, набирая 18,3 очка в среднем за игру, что является шестым результатом за всю историю школы. Он также является рекордсменом школы по забитым мячам с игры (1 017) и попыткам забить мячи с игры (1 899) и занимает третье место по общему количеству подборов (940).
Персон дважды входил в состав Мужской баскетбольной всеамериканской сборной NCAA (1985, 1986). 18 февраля 2006 года его номер № 45 была выведен из обращения.

## Профессиональная карьера

### Индиана Пэйсерс (1986—1992)
Персон был выбран на драфте НБА 1986 года под общим 4-м номером клубом «Индиана Пэйсерс». В своём дебютном сезоне в НБА он завоевал титул новичка года в 1987 году и был выбран в первую сборную новичков. В «Пэйсерс» Персон провёл шесть сезонов и зарекомендовал себя как дерзкий, любящий поругаться антагонист. В 1988 году Персон набирал в среднем 21,6 очка. В годы игры в НБА он был известен как «Стрелок» из-за его умения реализовать трехочковые броски, а так же из-за того факта, что он был назван в честь Чака Коннорса, звезда телесериала «Стрелок». Во время матчей плей-офф в 1991 и 1992 годах Персон вёл жёсткое соперничество с будущим тренером «Пэйсерс» Ларри Бёрдом. В 1992 году он был обменян вместе с Майклом Уильямсом в «Миннесоту Тимбервулвз» на Сэма Митчелла и Пуха Ричардсона.

### Миннесота Тимбервулвз (1992—1994)
Персон сыграл всего два сезона за «Тимбервулвз». В 1993-94 годах он набирал в среднем 11,6 очков.

### Сан-Антонио Сперс (1994—1998)
В 1994 году, после того как его контракт закончился, он на правах свободного агента подписал контракт с «Сан-Антонио Спёрс». Персон играл за «Сан-Антонио Спёрс» с 1994 по 1998 год. Его прозвище «Стрелок» оставалось подходящим, поскольку он не только установил рекорд сезона НБА по количеству трехочковых для запасного игрока — 164 в сезоне 1994-95 (в 2015-16 годах этот показатель превзошел Мирза Телетович из «Финикс Санз»), но он также установил сезонный рекорд «Сперс» по количеству трехочковых бросков — 190 в сезоне 1995-96 (этот рекорд продержался до тех пор, пока Дэнни Грин не превзошел его в 2014-15 годах). Персон пропустил весь сезон 1996-97 годов из-за травмы.

### Другие команды
22 января 1999 года «Спёрс» обменяли его и право выбора в первом раунде в «Чикаго Буллз» на Стива Керра, однако «Буллз» сразу же отказались от него. Персон сыграл по одному сезону за «Шарлотт Хорнетс» (1999) и «Сиэтл Суперсоникс». В 2000 году Персон завершил карьеру игрока.

## Тренерская карьера

### Кливленд Кавальерс
После того, как «Сиэтл» обменял Персона в «Лейкерс», которые отказались от него (хотя он уже решил завершить карьеру) в 2000 году, он присоединился к штабу главного тренера а «Кливленд Кавальерс» Джона Лукаса в качестве ассистента в сезоне НБА 2000-01.

### Индиана Пэйсерс
С января 2003 года он работал менеджером по связям с игроками президента Донни Уолша во фронт-офисе «Пэйсерс» до июля 2005 года. Затем он перешел на должность помощника тренера в организации. В 2007 году он безуспешно проходил собеседование на вакантные должности главного тренера как «Пэйсерс», так и «Сакраменто Кингз».

### Сакраменто Кингз
В 2007 году Персон стал помощником тренера «Сакраменто», но покинул «Кингз» после увольнения главного тренера Реджи Теуса в середине декабря 2008 года.
После своего первого сезона в «Кингз» Персон дпроходил собеседование на вакансию главного тренера «Чикаго Буллз», но в конечном итоге не был принят на работу.
Покинув Сакраменто, В 2008 году Персон вернулся в свой родной город Брэнтли, штат Алабама, на восьмимесячный перерыв после 23 лет игры, административной и тренерской деятельности.

### Лос-Анджелес Лейкерс
В 2009 году он был приглашен на должность ассистента тренера «Лос-Анджелес Лейкерс» Фила Джексона. В марте 2010 года он проходил собеседование на должность главного тренера мужской команды в своей альма-матер, Обернском университете, но безуспешно, несмотря на положительные отзывы. После собеседования он вернулся на работу в «Лейкерс». Главный тренер «Лейкерс» Майк Д’Антони сменил Майка Брауна в середине сезона 2012-13 годов и сохранил всех помощников Брауна, включая Персона. Однако после окончания сезона Персон был уволен. Он был последним оставшимся членом команды Джексона в «Лейкерс».

### Jeonju KCC Egis
Летом 2013 года Персон присоединился к тренерскому штабу в качестве помощника главного тренера в Южной Корее в команде Jeonju KCC Egis в Корейской баскетбольной лиге.

### Помощник главного тренера Оберн Тайгерс
7 апреля 2014 года главный тренер «Оберна» Брюс Перл нанял Персона в качестве помощника тренера. В сентябре 2017 года началось разбирательство в рамках коррупционного скандала в мужском баскетболе дивизиона I NCAA 2017-18 годов.

## Личная жизнь
Он является старшим братом бывшего игрока НБА Уэсли Персона. Он был женат на Кармен Персон. Отец двух дочерей, Миллисент и Тиффани, и одного сына, Чака-младшего.

### Признание вины и приговор
25 сентября 2017 года в Алабаме Персон была арестован федеральными правоохранительными органами после того, как большое жюри предъявило ему обвинения по шести пунктам. На следующий день после ареста Персон был отстранен от работы в Обернском университете без сохранения заработной платы, а 7 ноября 2017 года он был уволил. Примерно в то же время прокуратура США Южного округа Нью-Йорка предъявила обвинения в коррупции другим лицам.
19 марта 2019 года Персон признал себя виновным по одному пункту обвинения — в сговоре с целью дачи взятки. 17 июля 2019 года окружной судья США Лоретта А. Преска приговорила Персона к двум годам условно и 200 часам общественных работ.

## Статистика

### Статистика в НБА
| Сезон                                                                                    | Команда     | Регулярный сезон | Регулярный сезон | Регулярный сезон | Регулярный сезон | Регулярный сезон | Регулярный сезон | Регулярный сезон | Регулярный сезон | Регулярный сезон | Регулярный сезон | Регулярный сезон | Серия плей-офф | Серия плей-офф | Серия плей-офф | Серия плей-офф | Серия плей-офф | Серия плей-офф | Серия плей-офф | Серия плей-офф | Серия плей-офф | Серия плей-офф | Серия плей-офф |
| Сезон                                                                                    | Команда     | GP               | GS               | MPG              | FG%              | 3P%              | FT%              | RPG              | APG              | SPG              | BPG              | PPG              | GP             | GS             | MPG            | FG%            | 3P%            | FT%            | RPG            | APG            | SPG            | BPG            | PPG            |
| ---------------------------------------------------------------------------------------- | ----------- | ---------------- | ---------------- | ---------------- | ---------------- | ---------------- | ---------------- | ---------------- | ---------------- | ---------------- | ---------------- | ---------------- | -------------- | -------------- | -------------- | -------------- | -------------- | -------------- | -------------- | -------------- | -------------- | -------------- | -------------- |
| 1986/87                                                                                  | Индиана     | 82               | 78               | 36,0             | 46,8             | 35,5             | 74,7             | 8,3              | 3,6              | 1,1              | 0,2              | 18,8             | 4              | 4              | 39,8           | 51,4           | 25,0           | 76,9           | 8,3            | 5,0            | 1,3            | 0,5            | 27,0           |
| 1987/88                                                                                  | Индиана     | 79               | 71               | 35,5             | 45,9             | 33,3             | 67,0             | 6,8              | 3,9              | 0,9              | 0,1              | 17,0             | Не участвовал  | Не участвовал  | Не участвовал  | Не участвовал  | Не участвовал  | Не участвовал  | Не участвовал  | Не участвовал  | Не участвовал  | Не участвовал  | Не участвовал  |
| 1988/89                                                                                  | Индиана     | 80               | 79               | 37,7             | 48,9             | 30,7             | 79,2             | 6,5              | 3,6              | 1,0              | 0,2              | 21,6             | Не участвовал  | Не участвовал  | Не участвовал  | Не участвовал  | Не участвовал  | Не участвовал  | Не участвовал  | Не участвовал  | Не участвовал  | Не участвовал  | Не участвовал  |
| 1989/90                                                                                  | Индиана     | 77               | 73               | 35,2             | 48,7             | 37,2             | 78,1             | 5,8              | 3,0              | 0,7              | 0,3              | 19,7             | 3              | 3              | 41,0           | 37,8           | 10,0           | 41,7           | 6,7            | 4,0            | 0,3            | 0,0            | 13,3           |
| 1990/91                                                                                  | Индиана     | 80               | 79               | 32,1             | 50,4             | 34,0             | 72,1             | 5,2              | 3,0              | 0,7              | 0,2              | 18,4             | 5              | 5              | 38,4           | 53,3           | 54,8           | 81,0           | 5,6            | 3,2            | 1,0            | 0,0            | 26,0           |
| 1991/92                                                                                  | Индиана     | 81               | 80               | 36,1             | 48,0             | 37,3             | 67,5             | 5,3              | 4,7              | 0,8              | 0,2              | 18,5             | 3              | 3              | 39,3           | 40,4           | 33,3           | 66,7           | 3,0            | 2,3            | 0,7            | 0,0            | 17,0           |
| 1992/93                                                                                  | Миннесота   | 78               | 75               | 38,3             | 43,3             | 35,5             | 64,9             | 5,6              | 4,4              | 0,9              | 0,4              | 16,8             | Не участвовал  | Не участвовал  | Не участвовал  | Не участвовал  | Не участвовал  | Не участвовал  | Не участвовал  | Не участвовал  | Не участвовал  | Не участвовал  | Не участвовал  |
| 1993/94                                                                                  | Миннесота   | 77               | 38               | 26,4             | 42,2             | 36,8             | 75,9             | 3,3              | 2,4              | 0,6              | 0,2              | 11,6             | Не участвовал  | Не участвовал  | Не участвовал  | Не участвовал  | Не участвовал  | Не участвовал  | Не участвовал  | Не участвовал  | Не участвовал  | Не участвовал  | Не участвовал  |
| 1994/95                                                                                  | Сан-Антонио | 81               | 1                | 25,1             | 42,3             | 38,7             | 64,7             | 3,2              | 1,3              | 0,6              | 0,1              | 10,8             | 15             | 0              | 17,2           | 35,1           | 28,9           | 72,7           | 1,8            | 0,5            | 0,3            | 0,5            | 5,0            |
| 1995/96                                                                                  | Сан-Антонио | 80               | 16               | 26,6             | 43,7             | 41,0             | 64,4             | 5,2              | 1,3              | 0,6              | 0,3              | 10,9             | 10             | 0              | 28,4           | 53,2           | 53,2           | 82,4           | 4,0            | 1,6            | 0,2            | 0,3            | 12,1           |
| 1997/98                                                                                  | Сан-Антонио | 61               | 11               | 23,9             | 35,9             | 34,4             | 75,7             | 3,3              | 1,4              | 0,5              | 0,2              | 6,7              | 9              | 0              | 21,8           | 34,0           | 35,0           | 100,0          | 3,0            | 0,8            | 0,4            | 0,0            | 5,8            |
| 1998/99                                                                                  | Шарлотт     | 50               | 21               | 19,8             | 38,8             | 35,0             | 75,0             | 2,6              | 1,2              | 0,4              | 0,2              | 6,1              | Не участвовал  | Не участвовал  | Не участвовал  | Не участвовал  | Не участвовал  | Не участвовал  | Не участвовал  | Не участвовал  | Не участвовал  | Не участвовал  | Не участвовал  |
| 1999/00                                                                                  | Сиэтл       | 37               | 0                | 9,2              | 30,1             | 25,3             | 50,0             | 1,4              | 0,6              | 0,1              | 0,1              | 2,8              | 2              | 0              | 1,0            | 0,0            | 0,0            | -              | 0,0            | 0,0            | 0,0            | 0,0            | 0,0            |
|                                                                                          | Всего       | 943              | 622              | 30,7             | 45,8             | 36,2             | 72,3             | 5,1              | 2,8              | 0,7              | 0,2              | 14,7             | 51             | 15             | 26,1           | 44,8           | 39,1           | 73,7           | 3,6            | 1,7            | 0,5            | 0,2            | 11,3           |
| Наведите курсор мыши на аббревиатуры в заголовке таблицы, чтобы прочесть их расшифровку. |             |                  |                  |                  |                  |                  |                  |                  |                  |                  |                  |                  |                |                |                |                |                |                |                |                |                |                |                |